# La Salvetat-Belmontet
La Salvetat-Belmontet ist eine südfranzösische Gemeinde mit 967 Einwohnern (Stand: 1. Januar 2022) im Département Tarn-et-Garonne in der Region Okzitanien. La Salvetat-Belmontet gehört zum Arrondissement Montauban und zum Kanton Tarn-Tescou-Quercy vert (bis 2015: Kanton Monclar-de-Quercy). Die Einwohner werden Salvimontois genannt.

## Lage
La Salvetat-Belmontet liegt etwa 15 Kilometer ostsüdöstlich von Montauban im Quercy am Fluss Tescounet. Umgeben wird La Salvetat-Belmontet von den Nachbargemeinden Génébrières im Norden, Monclar-de-Quercy im Osten, Montdurausse im Südosten, Verlhac-Tescou im Süden sowie Saint-Nauphary im Westen.

## Bevölkerungsentwicklung
| Jahr                      | 1962 | 1968 | 1975 | 1982 | 1990 | 1999 | 2006 | 2012 |
| Einwohner                 | 444  | 392  | 378  | 451  | 502  | 514  | 557  | 736  |
| Quelle: Cassini und INSEE |      |      |      |      |      |      |      |      |

## Sehenswürdigkeiten
- Kirche Saint-Caprais
- Kapelle aus dem 17. Jahrhundert